# Болсуны
Болсуны (бел. Балсуны) — деревня в Полесском сельсовете Чечерском районе Гомельской области Беларуси.
Граничит с Чечерским биологическим заказником.

## География

### Расположение
В 32 км на северо-восток от Чечерска, 69 км от железнодорожной станции Буда-Кошелёвская (на линии Гомель — Жлобин), 97 км от Гомеля.

### Гидрография
На реке Колпита (приток реки Беседь), на востоке — мелиоративные каналы.

## Транспортная сеть
Рядом автодорога Полесье — Чечерск. Планировка состоит из прямолинейной улицы, ориентированной почти меридионально, к которой в центре присоединяются 2 переулка. На юге обособленный участок застройки. Жилые дома деревянные, усадебного типа, по обе стороны улицы.

## История
Согласно письменным источникам известна с XIX века как селение в Полесской волости Гомельского уезда Могилёвской губернии. С 1840 года действовали сукновальня, мельница, хлебозапасный магазин. Согласно переписи 1897 года действовали школа грамоты, хлебозапасный магазин, 4 ветряные мельницы. В деревенской школе в 1907 году было 50 учеников. В 1909 году 957 десятин земли.
В 1926 году действовали изба-читальня, отделение потребительской кооперации, почтовый пункт, начальная школа, в Полесском сельсовете Чечерского района Гомельского округа. В 1929 году организован колхоз «Коммунар», работала ветряная мельница. 167 жителей погибли на фронтах Великой Отечественной войны. Согласно переписи 1959 года в составе колхоза «Коммунар» (центр — деревня Полесье).

## Население

### Численность
- 2004 год — 121 хозяйство, 264 жителя.

### Динамика
- 1881 год — 84 двора, 422 жителя.
- 1897 год — двора, 877 жителей (согласно переписи).
- 1909 год — 133 двора, 1079 жителей.
- 1959 год — 537 жителей (согласно переписи).
- 2004 год — 121 хозяйство, 264 жителя.